# Burivka, Lebedîn
Burivka (în ucraineană Бурівка) este un sat în comuna Borovenka din raionul Lebedîn, regiunea Sumî, Ucraina.

## Demografie
Componența lingvistică a localității Burivka
     Ucraineană (100%)
Conform recensământului din 2001, toată populația localității Burivka era vorbitoare de ucraineană (100%).